# Heinrich Otto Wieland
Heinrich Otto Wieland (Pforzheim, Baden, 1877. június 4. – Starnberg, Bajorország, 1957. augusztus 5.)  német kémikus.

## Életpálya
Tanulmányait Münchenben, Berlinben és Stuttgartban végezte. 1901-ben a müncheni egyetemen doktorált. 1913-tól 1921-ig Münchenben, aztán 1921-1925 között Freiburgban, majd 1925-től újra Münchenben volt egyetemi tanár. 1914-től egyetemi docens. Az első világháborúban alternatív katonai szolgálatot teljesített, egy laboratóriumban dolgozott, ahol kifejlesztették a mustárgázt. Freiburgban alapvető jelentőségű eredményeket ért el a mérgek és az epesav kutatásában. 1941-ben izolálta a világ egyik legnagyobb mérges gomba, a gyilkos galóca (Amanita phalloides) fő hatóanyagát. A müncheni, göttingeni és heidelbergi akadémiák tagja volt.

## Kutatási területei
Az epesavak kémiája és a biológiai oxidáció mechanizmusa területén ért el kimagasló eredményeket.

## Szakmai sikerek
1927-ben munkásságának elismeréseként kémiai Nobel-díjat kapott.

## Heinrich Wieland-díj
1964 óta évente, Heinrich Wieland-díjat adnak át a kémia, biokémia, élettan és a klinikai orvostudomány területén s kiemelkedő kutatási eredmények elért személyeknek. A díj az egyik legértékesebb nemzetközi tudományos elismerés.